# Chili op de Olympische Zomerspelen 2012
Chili nam deel aan de Olympische Zomerspelen 2012 in Londen, Verenigd Koninkrijk. Het was de 22e deelname van het land. Vlaggendraagster bij de openingsceremonie was boogschutster Denisse van Lamoen.
Er namen 35 sporters (21 mannen en 14 vrouwen) deel in zeventien olympische sportdisciplines. Schermer Paris Inostroza was de tweede Chileense man die voor de vierde keer deelnam, atlete Erika Olivera en tafeltennisster Berta Rodriguez waren de eerste vrouwen die voor de vierde keer deelnamen. Zeiler Matias del Solar en zwemster Kristel Köbrich namen voor de derde keer deel. Vijf mannen en vier vrouwen namen voor de tweedemaal deel.
In de atletiek werd voor de 22e keer deelgenomen, in de schietsport voor de achttiende keer, in het wielrennen voor de vijftiende keer, in het schermen voor de elfde keer, in de paardensport en het roeien voor de negende keer, in het zeilen en zwemmen voor de achtste keer, in de moderne vijfkamp voor de zevendemaal, in het tafeltennis voor de zesdemaal, in het judo voor de vijfdemaal, in het gewichtheffen en triatlon voor de derdemaal en in het boogschieten en taekwondo voor de tweedemaal. Voor het eerst werd deelgenomen in de gymnastiek en het worstelen, die het aantal sportdisciplines waarin Chili op de Zomerspelen uitkwam op 24 bracht.
Aan de dertien behaalde medailles tot nu toe werd er op deze editie geen een aan toegevoegd.

## Deelnemers en resultaten
(m) = mannen, (v) = vrouwen 

### Atletiek

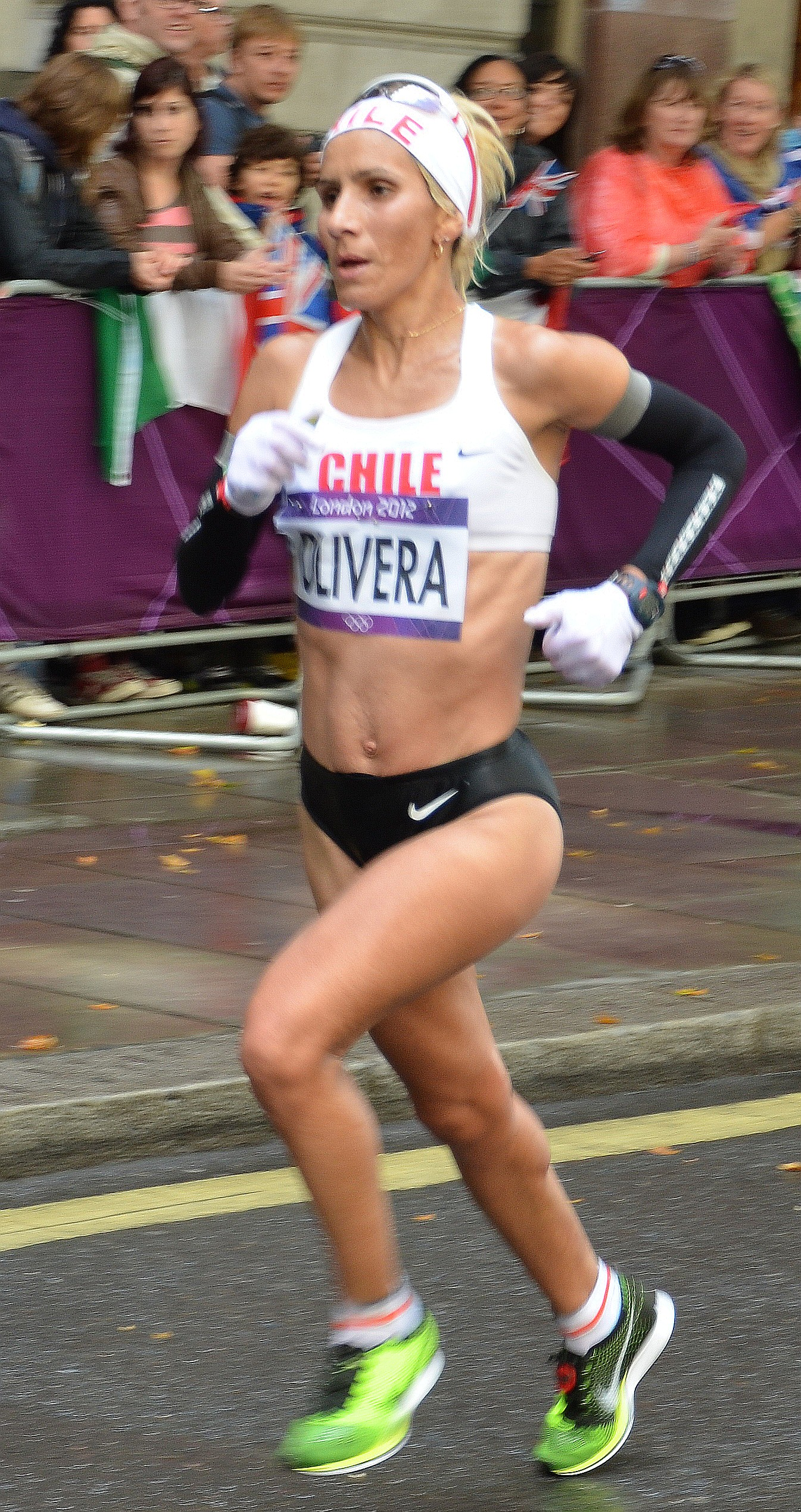
Erika Olivera in de olympische marathon

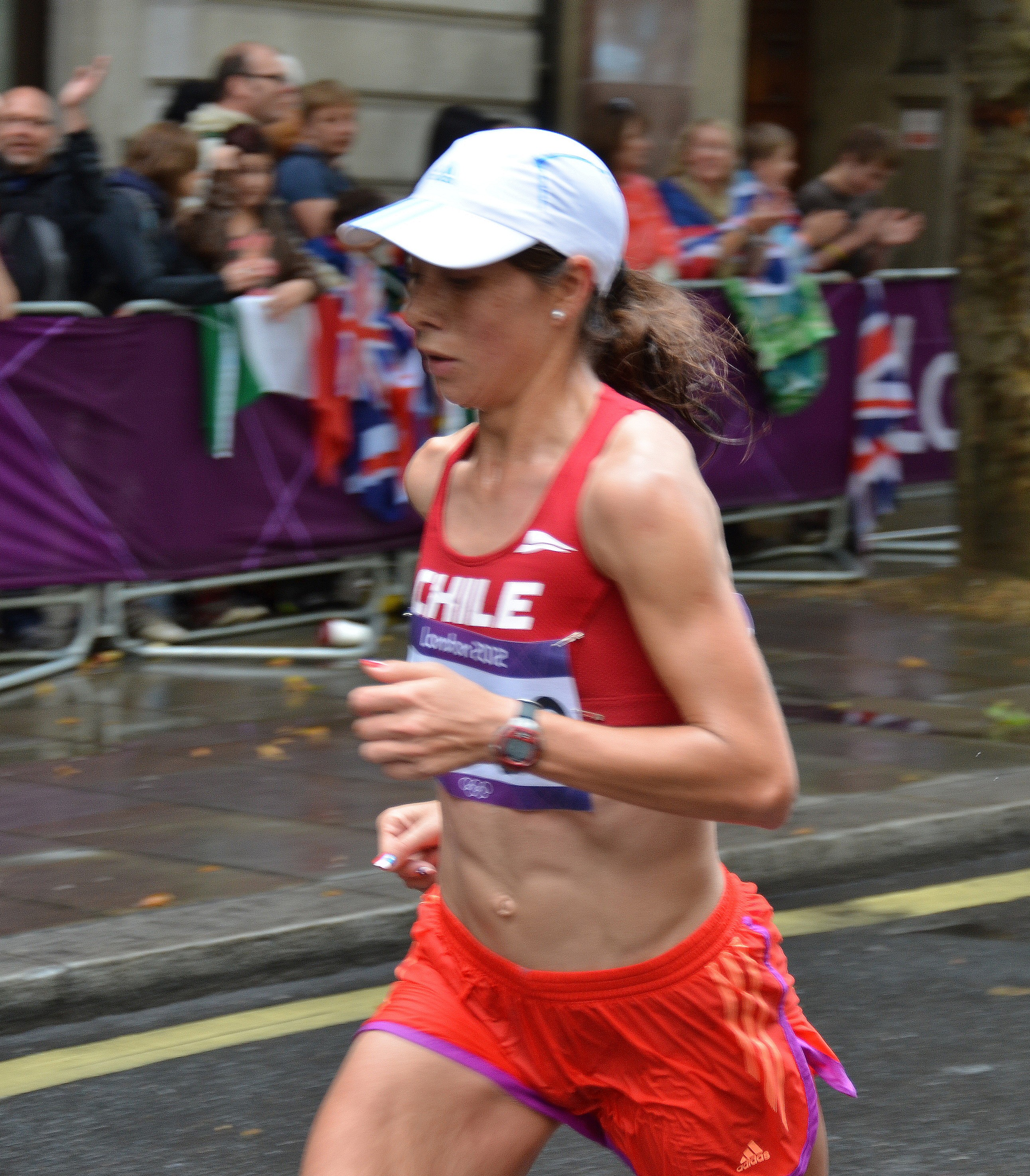
Natalia Romero in de olympische marathon

| Olympiër (deelname)    | Onderdeel             | Resultaat | Prestatie |
| ---------------------- | --------------------- | --------- | --- |
| Cristian Reyes (2)     | 200m (m)              | 45e       | serie 2: 7de in 21,29 |
| Yerko Araya            | 20km snelwandelen (m) | 41e       | 1:25.27 |
| Edward Araya           | 50km snelwandelen (m) | DSQ       | gediskwalificeerd |
| Gonzalo Barroilhet (2) | tienkamp (m)          | 13e       | 100m: 25ste in 11,18 (821 punten) verspringen: 28ste met 6,80m (767 punten) kogelstoten: 13de met 14,49m (758 punten) hoogspringen 2de met 2,05m (850 punten) 400m: 27ste in 51,07 (766 punten) 110m horden: 5de in 14,12 (959 punten) discuswerpen: 25ste met 41,27m (690 punten) polsstokhoogspringen: 1ste met 5,40m (1035 punten) speerwerpen: 18de met 57,25m (697 punten) 1500m: 20ste in 4.48,23 (629 punten) totaal: 7972 punten |
|                        |                       |           | |
| Erika Olivera (4)      | marathon (v)          | 64e       | 2:36.41 |
| Natalia Romero         | marathon (v)          | 69e       | 2:37.47 |
| Natalia Duco (2)       | kogelstoten (v)       | 9e        | kwalificatie groep B: 7de met 18,45m finale: 9de met 18,80m |
| Karen Gallardo         | discuswerpen (v)      | 21e       | kwalificatie groep B: 12de met 60,09m |

### Boogschieten
| Olympiër (deelname)    | Onderdeel       | Resultaat | Prestatie                                                               |
| ---------------------- | --------------- | --------- | ----------------------------------------------------------------------- |
| Denisse van Lamoen (2) | individueel (v) | 33e       | plaatsingsronde: 31ste met 645 punten 1ste ronde: V van GEO Esebua: 0-6 |

### Gewichtheffen
| Olympiër              | Onderdeel  | Resultaat | Prestatie                                                    |
| --------------------- | ---------- | --------- | ------------------------------------------------------------ |
| Jorge Eduardo García  | -105kg (m) | 14e       | trekken: 15de met 150kg stoten: 15de met 191kg totaal: 341kg |
|                       |            |           |                                                              |
| Maria Fernanda Valdes | -75kg (v)  | 9e        | trekken: 10de met 96kg stoten: 8ste met 127kg totaal: 223kg  |

### Gymnastiek
| Olympiër       | Onderdeel                | Resultaat | Prestatie |
| -------------- | ------------------------ | --------- | --- |
| Tomás González | vloer (m)                | 4e        | kwalificatie: 6de met 15,533 punten finale: 4de met 15,366 punten                                                                                              |
| Tomás González | sprong (m)               | 4e        | kwalificatie: 3de met 16,433 punten finale: 4de met 16,183 punten                                                                                              |
|                |                          |           | |
| Simona Castro  | individuele meerkamp (v) | 43e       | kwalificatie: vloer: 47ste met 12,600 punten sprong: 37ste met 13,666 punten brug: 51ste met 12,266 punten balk: 39ste met 12,400 punten totaal: 50,932 punten |

### Judo
| Olympiër         | Onderdeel | Resultaat | Prestatie                                                      |
| ---------------- | --------- | --------- | -------------------------------------------------------------- |
| Alejandro Zúñiga | -66kg (m) | 17e       | 1ste ronde: vrij 2de ronde: V van GEO Shavdatuashvli: waza-ari |

### Moderne vijfkamp
| Olympiër       | Onderdeel | Resultaat | Prestatie |
| -------------- | --------- | --------- | --- |
| Esteban Bustos | mannen    | 18e       | schermen: 25ste met 15 overwinningen (760 punten) zwemmen: 27ste in 2.10,52 (1236 punten) paardensport: 10de met 40 strafpunten (1160 punten) schietsport/atletiek: 10de in 10.38,72 (2448 punten) totaal: 5604 punten |

### Paardensport
| Olympiër (deelname)                                               | Onderdeel      | Resultaat      | Prestatie                                                                                                   |
| Springconcours                                                    | Springconcours | Springconcours | Springconcours                                                                                              |
| ----------------------------------------------------------------- | -------------- | -------------- | --- |
| Rodrigo Carrasco                                                  | individueel    | 61e            | kwalificatie 1ste ronde: 53ste met 5 strafpunten 2de ronde: 61ste met 17 strafpunten totaal: 22 strafpunten |
| Tomas Couve Correa                                                | individueel    | 53e            | kwalificatie 1ste ronde: 58ste met 6 strafpunten 2de ronde: 39ste met 5 strafpunten totaal: 11 strafpunten  |
| Carlos Milthaler (2)                                              | individueel    | 56e            | kwalificatie 1ste ronde: 42ste met 4 strafpunten 2de ronde: 44ste met 8 strafpunten totaal: 12 strafpunten  |
| Samuel Parot                                                      | individueel    | 59e            | kwalificatie 1ste ronde: 60ste met 8 strafpunten 2de ronde: 57ste met 9 strafpunten totaal: 17 strafpunten  |
| Rodrigo Carrasco Tomas Couve Correa Carlos Milthaler Samuel Parot | team           | 15e            | 22 strafpunten                                                                                              |

### Roeien
| Olympiër          | Onderdeel | Resultaat | Prestatie |
| ----------------- | --------- | --------- | --- |
| Oscar Vasquez (2) | skiff (m) | 23e       | serie 1: 5de in 7.06,33 herkansingen: 2de in 7.09,12 kwartfinale 1: 6de in 7.24,07 halve finale C/D: 5de in 7.57,36 finale D: 5de in 7.36,79 |

### Schermen
| Olympiër (deelname) | Onderdeel | Resultaat | Prestatie                             |
| ------------------- | --------- | --------- | ------------------------------------- |
| Paris Inostroza (4) | degen (m) | 17e       | 1ste ronde: V van SUI Heinze: 2-15    |
|                     |           |           |                                       |
| Cáterin Bravo (2)   | degen (v) | 33e       | 1ste ronde: V van GBR Lawrence: 12-15 |

### Schietsport
| Olympiër                  | Onderdeel | Resultaat | Prestatie                                   |
| ------------------------- | --------- | --------- | ------------------------------------------- |
| Francisca Crovetto Chadid | skeet (v) | 8e        | kwalificatie: 8ste met 66 punten (22-22-22) |

### Taekwondo
| Olympiër       | Onderdeel | Resultaat | Prestatie                           |
| -------------- | --------- | --------- | ----------------------------------- |
| Yeny Contreras | -57kg (v) | 9e        | 1ste ronde: V van FRA Harnois: 3-14 |

### Tafeltennis
| Olympiër (deelname) | Onderdeel     | Resultaat | Prestatie                                                                |
| ------------------- | ------------- | --------- | ------------------------------------------------------------------------ |
| Berta Rodriguez (4) | enkelspel (v) | 62e       | voorronde: vrij 1ste ronde: V van CRO Tian: 0-4 (6-11, 6-11, 7-11, 7-11) |

### Triatlon
| Olympiër (deelname)   | Onderdeel | Resultaat | Prestatie |
| --------------------- | --------- | --------- | --------- |
| Felipe Van de Wyngard | mannen    | 50e       | 1:53:02   |
|                       |           |           |           |
| Barbara Riveros (2)   | vrouwen   | 16e       | 2:02:15   |

### Wielersport
| Olympiër (deelname) | Onderdeel        | Resultaat | Prestatie |
| Baan                | Baan             | Baan      | Baan |
| ------------------- | ---------------- | --------- | --- |
| Luis Mansilla       | omnium (m)       | 18e       | vliegende ronde: 18de in 14,270 puntenkoers: 18de met -40 punten afvalling: 16de individuele achtervolging: 18de in 4.53,23 scratch: 16de tijdrit: 18de in 1.08,517 totaal: 18de met 104 punten |
| Weg                 |                  |           | |
| Gonzalo Garrido (2) | wegwedstrijd (m) | 72e       | 5:46.37 |
|                     |                  |           | |
| Paola Munoz         | wegwedstrijd (v) | DNF       | niet gefinisht |

### Worstelen
| Olympiër       | Onderdeel      | Resultaat      | Prestatie                                                 |
| Grieks-Romeins | Grieks-Romeins | Grieks-Romeins | Grieks-Romeins                                            |
| -------------- | -------------- | -------------- | --------------------------------------------------------- |
| Andres Ayub    | -120kg (m)     | 18e            | kwalificatie: vrij 1ste ronde: V van GEO Pherselidze: 0-3 |

### Zeilen
| Olympiër (deelname)                | Onderdeel | Resultaat | Prestatie                                    |
| ---------------------------------- | --------- | --------- | -------------------------------------------- |
| Matias del Solar (3)               | laser (m) | 25e       | 255 punten: (16-32-25-43-20-17-DNF-29-44-29) |
| Diego González Parro Benjamin Grez | 470 (m)   | 27e       | 196 punten: (25-21-23-23-25-18-18-23-20-25)  |

### Zwemmen
| Olympiër (deelname) | Onderdeel           | Resultaat | Prestatie               |
| ------------------- | ------------------- | --------- | ----------------------- |
| Kristel Köbrich (3) | 400m vrije slag (v) | 24e       | serie 2: 2de in 4.12,02 |
| Kristel Köbrich (3) | 800m vrije slag (v) | 14e       | serie 4: 5de in 8.29,55 |

Afghanistan · Albanië · Algerije · Amerikaanse Maagdeneilanden · Amerikaans-Samoa · Andorra · Angola · Antigua en Barbuda · Argentinië · Armenië · Aruba · Australië · Azerbeidzjan · Bahama's · Bahrein · Bangladesh · Barbados · België · Belize · Benin · Bermuda · Bhutan · Bolivia · Bosnië en Herzegovina · Botswana · Brazilië · Britse Maagdeneilanden · Brunei · Bulgarije · Burkina Faso · Burundi · Cambodja · Canada · Centraal-Afrikaanse Republiek · Chili · China · Chinees Taipei · Colombia · Comoren · Congo-Brazzaville · Congo-Kinshasa · Cookeilanden · Costa Rica · Cuba · Cyprus · Denemarken · Djibouti · Dominica · Dominicaanse Republiek · Duitsland · Ecuador · Egypte · El Salvador · Equatoriaal-Guinea · Eritrea · Estland · Ethiopië · Fiji · Filipijnen · Finland · Frankrijk · Gabon · Gambia · Georgië · Ghana · Grenada · Griekenland · Groot-Brittannië · Guam · Guatemala · Guinee · Guinee‑Bissau · Guyana · Haïti · Honduras · Hongarije · Hongkong · Ierland · IJsland · India · Indonesië · Irak · Iran · Israël · Italië · Ivoorkust · Jamaica · Japan · Jemen · Jordanië · Kaaimaneilanden · Kaapverdië · Kameroen · Kazachstan · Kenia · Kirgizië · Kiribati · Koeweit · Kroatië · Laos · Lesotho · Letland · Libanon · Liberia · Libië · Liechtenstein · Litouwen · Luxemburg · Macedonië · Madagaskar · Malawi · Maldiven · Maleisië · Mali · Malta · Marshalleilanden · Marokko · Mauritanië · Mauritius · Mexico · Micronesië · Moldavië · Monaco · Mongolië · Montenegro · Mozambique · Myanmar · Namibië · Nauru · Nederland · Nepal · Nicaragua · Nieuw-Zeeland · Niger · Nigeria · Noord-Korea · Noorwegen · Oeganda · Oekraïne · Oezbekistan · Oman · Oostenrijk · Oost-Timor · Pakistan · Palau · Palestina · Panama · Papoea-Nieuw-Guinea · Paraguay · Peru · Polen · Portugal · Puerto Rico · Qatar · Roemenië · Rusland · Rwanda · Saint Kitts en Nevis · Saint Lucia · Saint Vincent en Grenadines · Salomonseilanden · Samoa · San Marino · Sao Tomé en Principe · Saoedi-Arabië · Senegal · Servië · Seychellen · Sierra Leone · Singapore · Slovenië · Slowakije · Soedan · Somalië · Spanje · Sri Lanka · Suriname · Swaziland · Syrië · Tadzjikistan · Tanzania · Thailand · Togo · Tonga · Trinidad en Tobago · Tsjaad · Tsjechië · Tunesië · Turkije · Turkmenistan · Tuvalu · Uruguay · Vanuatu · Venezuela · Verenigde Arabische Emiraten · Verenigde Staten · Vietnam · Wit-Rusland · Zambia · Zimbabwe · Zuid-Afrika · Zuid-Korea · Zweden · Zwitserland · Onafhankelijke atleten